# ثيو كابريلز
ثيو كابريلز (بالإسبانية: Theo Capriles) (مواليد 17 فبراير 1945) هو سبّاح فنزويلي، مثّل بلاده في الألعاب الأولمبية الصيفية 1964.

## روابط خارجية
ثيو كابريلز على موقع الاتحاد الدولي للسباحة (الإنجليزية)
- ثيو كابريلز على موقع أوليمبيديا (الإنجليزية)